# Schizoafektivní porucha
Schizoafektivní porucha je sporná skupina poruch na pomezí mezi afektivními a schizofrenními psychózami. Tato diagnóza by se měla stanovit pouze tehdy, když jsou výrazné jasně schizofrenní i jasně afektivní příznaky a jsou přítomny současně, takže epizoda nesplňuje kritéria pro schizofrenii, ani pro manickou či depresivní fázi. Dělí se na typ manický, depresivní a smíšený. Schizoafektivní porucha se vyskytuje o něco méně než v 1 % populace.
Diferenciální diagnózy jsou schizofrenie, afektivní poruchy, organické poruchy.
Výskyt schizofrenie v rodinné anamnéze je špatným prognostickým znamením, podobně jako časný a nenápadný nástup bez spouštěcích faktorů, převaha psychotických příznaků a poruchy premorbidní osobnosti. Prognóza bývá horší než u afektivních poruch, ale lepší než u schizofrenie.
Léčba je kombinovaná, spočívá v podávání léků patřících do skupiny antidepresiv a antipsychotik, někdy jsou podávány též stabilizátory nálady, a v psychoterapii k získání náhledu na problémy v běžném životě, případně se uplatňuje sociální terapie.
Schizoafektivní poruchy se obvykle rozvíjejí v rané dospělosti, mezi 20. a 30. rokem. Mívají akutní průběh a poměrně krátké trvání. Častěji jimi trpí ženy než muži. Na vzniku se podílejí různé faktory, jak genetické, tak vnější, pro prognózu je důležitá osobnost a s tím související rysy osobnosti.

## Klinické projevy
Typickými projevy jsou:
- afektivní příznaky, které mohou mít dvě varianty: manickou variantu s příznaky typickými pro manický syndrom, spojenými s paranoidními bludy, a variantu depresivní s příznaky typickými pro depresi, včetně poruchy psychomotorického tempa, suicidálních tendencí (=pokus o sebevraždu) a depresivních bludů,
- příznaky z okruhu schizofrenie zahrnující poruchu myšlení, bludy, halucinace, poruchy vědomí spojené s narušením pozornosti a orientace, a odchylky v jednání. Někdy bývá nemocný paranoidní, například je přesvědčen o odposleších v jeho domácnosti.